# The Secret Heart
The Secret Heart (bra: Emoção Secreta) é um filme estadunidense de 1946, do gênero drama romântico, dirigido por Robert Z. Leonard, e estrelado por Claudette Colbert, Walter Pidgeon e June Allyson. O roteiro de Whitfield Cook e Anne Morrison Chapin foi baseado em uma história original de Rose Franken e William Brown Meloney.
A trama retrata a história de uma mulher que vive em um estado constante de depressão decorrente do trauma da morte de seu pai quando ela era apenas uma menina.

## Sinopse
O talentoso pianista Larry Addams (Richard Derr), cujas ambições foram frustradas, decide cometer suicídio. Sua esposa, Leola "Lee" Addams (Claudette Colbert), e seus filhos, Penny (Ann Lace) e Chase (Dwayne Hickman), ficam marcados pela tragédia. Lee, dedicada, assume as dívidas de Larry e a difícil tarefa de criar as crianças. Antes de se casar, Lee havia recusado a proposta de Chris Matthews (Walter Pidgeon), um rico construtor naval e amigo de faculdade de Larry, que manteve uma amizade genuína com ambos. Na noite do suicídio, Lee e Chris tentam se reconectar durante um jantar, mas a tragédia os afasta novamente. Dez anos depois, Penny (June Allyson), agora adulta e marcada pela perda do pai na infância, se apaixona por Chris, sem saber que ele foi um pretendente de longa data de Lee.

## Elenco
- Claudette Colbert como Leola "Lee" Addams
- Walter Pidgeon como Chris Matthews
- June Allyson como Penny Addams
  - Ann Lace como Penny Addams (criança)
- Lionel Barrymore como Dr. Rossiger
- Robert Sterling como Chase N. Addams
  - Dwayne Hickman como Chase Addams (criança)
- Marshall Thompson como Brandon Reynolds
- Elizabeth Patterson como Sra. Stover
- Richard Derr como Larry Addams
- Patricia Medina como Kay Burns
- Eily Malyon como Srta. Hunter

## Produção
Irene Dunne foi considerada para estrelar a produção ao lado de Walter Pidgeon. Nicholas Joy inicialmente estava escalado como Dr. Rossiger, mas o papel foi posteriormente assumido por Lionel Barrymore, que gravou suas cenas um mês após o término da filmagem principal.

## Recepção
De acordo com os registros da Metro-Goldwyn-Mayer, o filme arrecadou US$ 2.591.000 nacionalmente e US$ 1.309.000 no exterior, totalizando US$ 3.900.000 mundialmente. O retorno lucrativo da produção foi de US$ 891.000.

## Adaptação para a rádio
"The Secret Heart" foi apresentado no Lux Radio Theatre em 25 de outubro de 1948. Pidgeon reprisou seu papel, com Deborah Kerr coestrelando.